# Luồng (tre)
Luồng, tên khoa học Dendrocalamus barbatus, còn gọi là luồng Thanh Hóa, hay mạy mèn, mạy sang mú, mét (Thái), là một loài thực vật có hoa trong họ Hòa thảo. Loài này được Hsueh & D.Z.Li mô tả khoa học đầu tiên năm 1988.